# Пелягія
Пеля́гія (пол. Pelagia, [pɛˈlaɡʲa]) — село в Польщі, у гміні Водзеради Ласького повіту Лодзинського воєводства.
У 1975—1998 роках село належало до Серадзького воєводства.